# Oberstaufen Cup 1993
L'Oberstaufen Cup 1993 è stato un torneo di tennis facente parte della categoria ATP Challenger Series nell'ambito dell'ATP Challenger Series 1993. Il torneo si è giocato a Oberstaufen in Germania dal 19 al 25 luglio 1993 su campi in terra rossa.

## Vincitori

### Singolare
Milen Velev ha battuto in finale  Sláva Doseděl con il punteggio di 6–3, 7–6

### Doppio
Sláva Doseděl /  Radomír Vašek hanno battuto in finale  Christian Geyer /  Mathias Huning con il punteggio di 6–2, 6–2